# Elizabeth (New Jersey)
Elizabeth è una city degli Stati Uniti d'America, capoluogo della Contea di Union in New Jersey.
La città fu fondata nel 1665 con il nome di Elizabethtown, e nel 1688 divenne la prima capitale del New Jersey. Nel 1855 divenne ufficialmente City of Elizabeth.

## Geografia fisica
Elizabeth è confinante a sud-ovest con Linden, a ovest con Roselle e Roselle Park, a nord-ovest con Union e Hillside, a nord con Newark (nella Contea di Essex). A est la città è attraversata dalla Newark Bay da Bayonne nella Contea di Hudson e Arthur Kill da Staten Island, New York. I confini di Elizabeth, Bayonne e Staten Island, si incontrano in un punto della Shooters Island.
Secondo lo United States Census Bureau il comune ha un'area totale di 35,4 km², dei quali 3,7 km² (10,47%) costituiti da acque interne.

## Storia
Elizabeth fu fondata nel 1665 dai coloni inglesi e fu battezzata con questo nome in onore della moglie di Sir George Carteret e non di Elisabetta I d'Inghilterra, come pensano in molti. Originariamente chiamata "Elizabethtown," fu parte dell'Elizabethtown Tract. È stata anche la prima capitale del New Jersey. Durante la Guerra d'indipendenza americana Elizabeth fu costantemente attaccata dalle forze britanniche che stazionavano a Manhattan e Staten Island.
Il 13 marzo 1855 fu creata la City di Elizabeth con un Atto della New Jersey Legislature, accorpando il borough di Elizabeth (che risaliva al 1740) con la township di Elizabeth (che si era formata nel 1693), sulla base dei risultati di un referendum tenutosi il 27 marzo 1855. Il 19 marzo 1857 la città divenne parte della nuova Contea di Union. Il 4 marzo 1861 alcune parti della città furono prese per formare il comune di Linden.
La prima grande industria a Elizabeth, la Macchina da cucire Singer, impiegò ben 2 000 persone. Nel 1895 vide una delle prime industrie automobilistiche: la Electric Carriage and Wagon Company, fondata per produrre le Electrobat, a cui si è aggiunto presto un altro costruttore di auto elettriche: Andrew L. Riker. La Electric Boat Company iniziò a costruire sottomarini per la United States Navy a Elizabeth, cominciando con il lancio dell'USS Holland (SS-1) nel 1897. Queste imbarcazioni pionieristiche (conosciute come A-Class) furono sviluppate al Lewis Nixon's Crescent Shipyard a Elizabeth trail 1896 ed il 1903.
Elizabeth, per molti anni, è cresciuta in parallelo alla città gemella di Newark, ma ha avuto più successo nel mantenimento della presenza della classe media ed è stata risparmiata dagli scontri degli anni sessanta.

## Società

### Evoluzione demografica
Al censimento del 2000 a Elizabeth vivevano 120 568 persone, 40 482 nuclei famigliari e 28 170 famiglie, la densità di popolazione era pari a 3 809,5 abitanti per km quadrato. Il numero di abitazioni era di 42 838 con una densità media di 1 353,5 per km quadrato. La composizione razziale era la seguente: 49,78% bianco, 19,98% afroamericani, 0,48% nativi americani, 2,35% asiatici 0,05% oceaniani, 15,51% di altre razze e il 5,86% di due o più razze. Gli ispanici di qualsiasi razza erano pari 55,46% della popolazione.
La nazione da cui provenivano il maggior numero di abitanti stranieri era la Colombia che con i suoi 8 731 nativi superava da sola l'unione di quelli provenienti dal Messico e dall'America Centrale che erano 8 214, seguivano a grande distanza gli originari di Cuba con 5 812 persone. Altri grandi gruppi di immigrati erano quelli del Portogallo (4 544), El Salvador (4 043), Perù (3 591) e Repubblica Dominicana (3 492).
Dei 40 482 nuclei famigliari il 36,6% aveva figli conviventi sotto i 18 anni, il 42,9% erano coppie sposate conviventi, il 19,1% aveva un capofamiglia donna senza marito presente e il 30,4% erano non-famiglie. Il 24,6% era costituito da persone sole e l'8,4% erano gli ultrasessantacinquenni che vivevano soli.
La suddivisione per fasce di età era: 26,3% sotto i 18 anni, 10,8% fra i 18 e i 24 anni, il 33,7% fra i 25 e i 44 anni, il 19,3% fra i 45 e i 64 anni e il 10% erano sopra i 65 anni. Per ogni 100 donne c'erano 98 maschi, per ogni 100 donne sotto i 18 anni c'erano 96,1 maschi.

## Cultura

### Media e telecomunicazioni
WJDM è una stazione radio che trasmette in AM (1530 kHz) da Elizabeth, in lingua spagnola.
I residenti di Elizabeth hanno a disposizione una televisione ad accesso pubblico per visualizzare informazioni pubbliche come la bacheca cittadina, incontri dal vivo, informazioni sanitarie o importanti suggerimenti. Il servizio è fornito da Cablevisión Local Programming.

## Infrastrutture e trasporti

### Strade
Elizabeth è fulcro di numerose strade principali, quali New Jersey Turnpike / Interstate 95, Interstate 78, U.S. Route 1/9, U.S. Route 22, Route 27, Route 28, Route 82 and Route 439.
L'impianto stradale di Elizabeth, anziché sul classico reticolo ha un'impostazione circolare, con strade centrate sulla stazione centrale che si diramano in senso radiale.

## Amministrazione

### Gemellaggi
Elizabeth è gemellata con:
- Ribera[10]
- Kitami[11]

## Galleria d'immagini

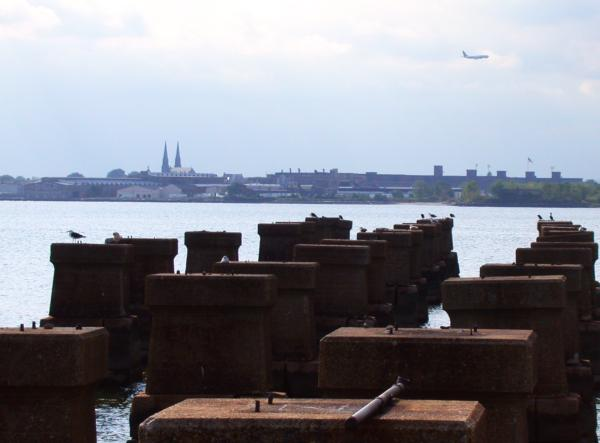
Elizabeth vista dalla baia di Newark
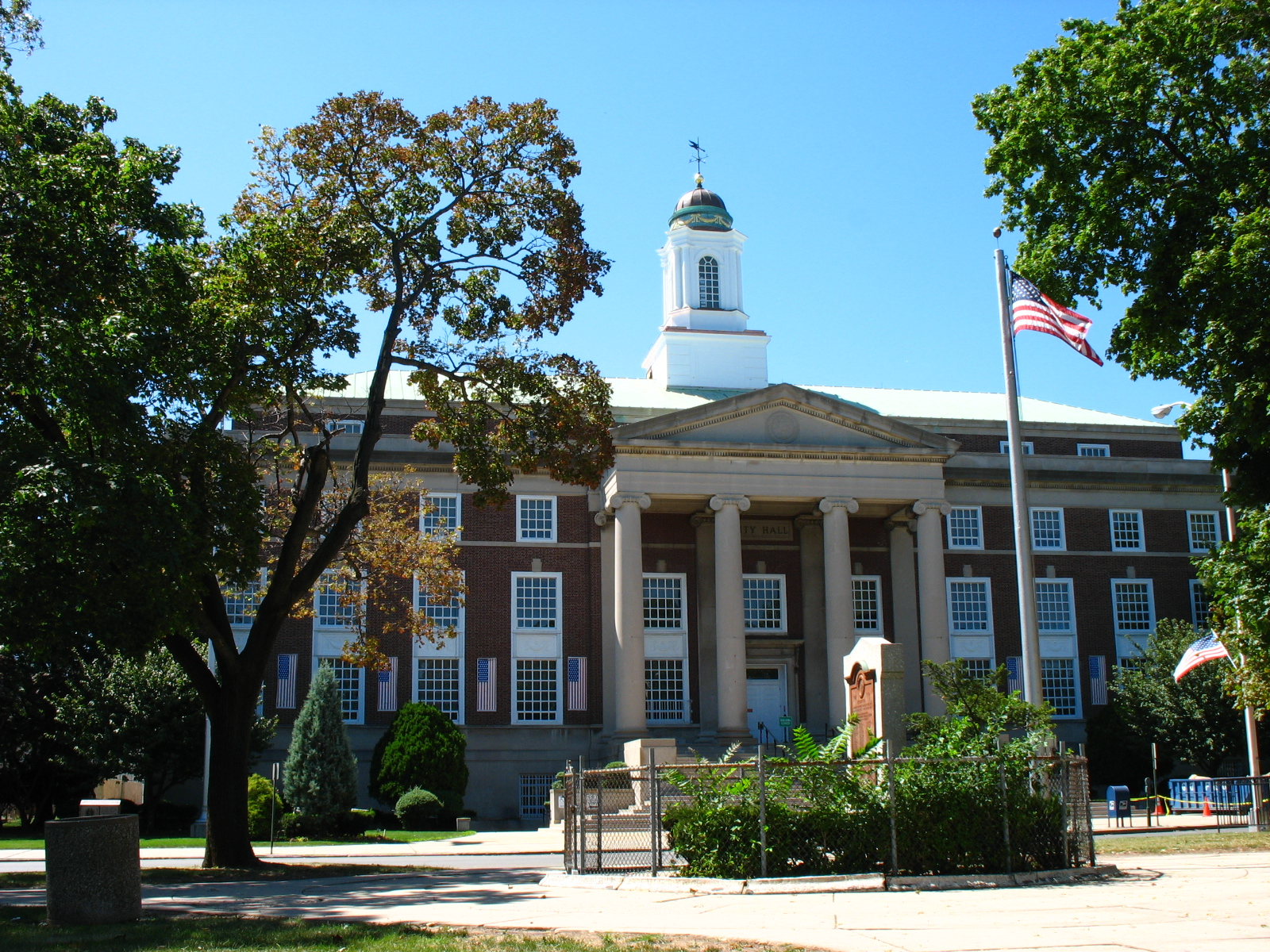
Municipio di Elizabeth
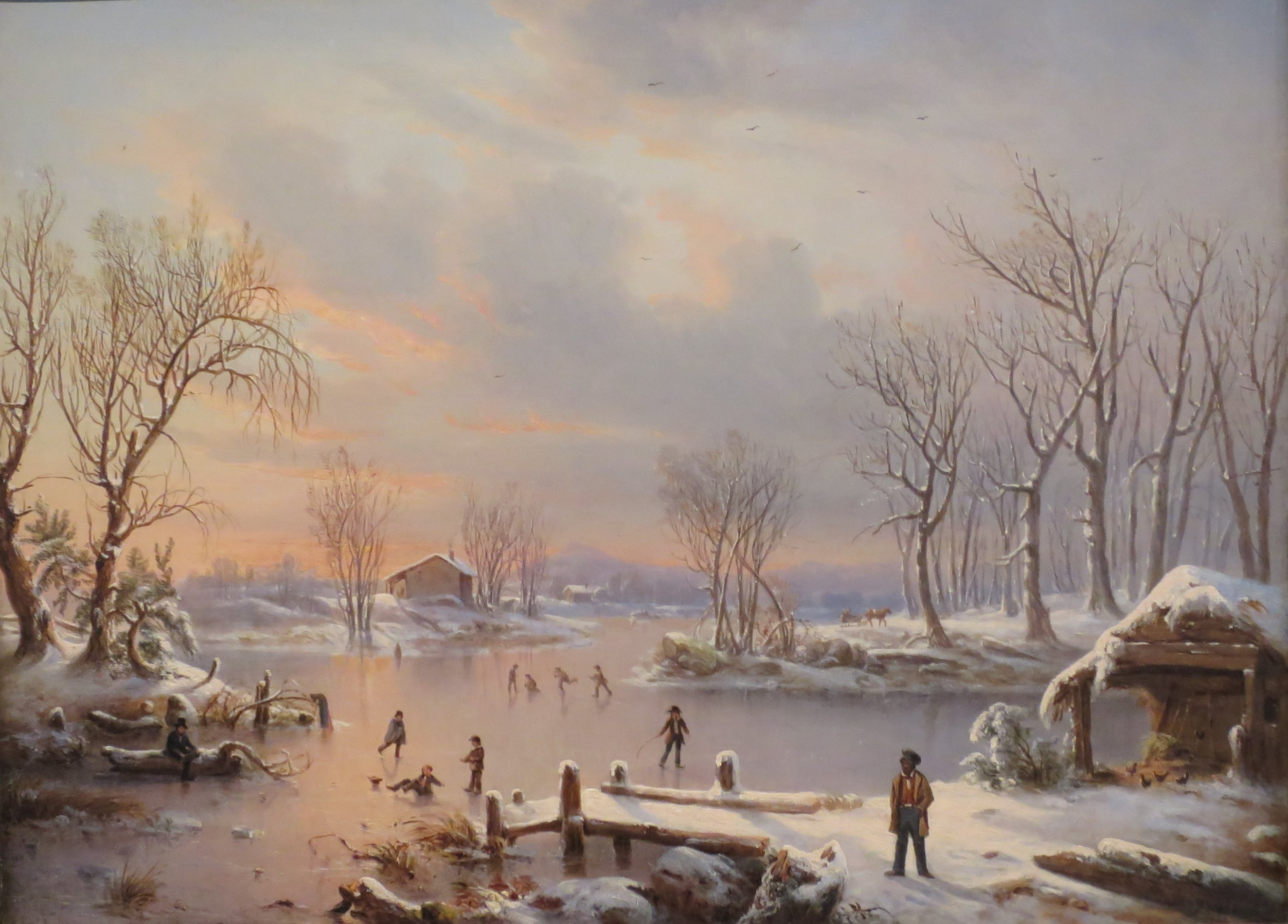
View Near Elizabethtown, N. J., pittura ad olio di Régis François Gignoux, Honolulu Academy of Arts